# Tamara Brinkman
 (janvier 2019).
Si vous disposez d'ouvrages ou d'articles de référence ou si vous connaissez des sites web de qualité traitant du thème abordé ici, merci de compléter l'article en donnant les références utiles à sa vérifiabilité et en les liant à la section « Notes et références ».
Pour les articles homonymes, voir Brinkman.
Tamara Brinkman, née le 31 mai 1978 à Laren,,, est une actrice, animatrice de télévision et de radio néerlandaise.

## Filmographie

### Cinéma et téléfilms
- 1996-2009 : Goede tijden, slechte tijden : Charlie Fischer
- 1997 : Goudkust (nl) : L'élève
- 1997-2003 : Onderweg naar Morgen : Babette Couwenberg
- 2002 : Costa! (nl) : Shayra
- 2002 : Secrets d'héritage : Eva
- 2003 : Het geheim van de Lindenborch : Jane
- 2004 : Verdwaald : Margot
- 2010 : Gooische Frieten (nl) : La cliente
- 2011 : Riesig : La fille
- 2011-2012 : De Meisjes van Thijs (nl) : Deux rôles (Katja et Bibi)
- 2012 : De Club van Lelijke Kinderen (nl) : L'invité du Talk show
- 2012 : Magistratus: Overtura : Vesta
- 2012 : Divorce : L'ouvrière, Sauna
- 2013 : De Man met de Hamer (nl) : Iris Vroegop
- 2013 : Bounty : Elleke
- 2013 : Follow : La femme
- 2014 : Hè, Gezellig : Ulla
- 2014 : Rechercheur Ria (nl) : Sophie ter Laak
- 2014 : Fashion Planet (nl) : Linda de Vries
- 2014 : Belofte Maakt Schuld : Sofie
- 2014 : Flikken Maastricht : Marielle
- 2014 : A'dam - E.V.A. (nl) : Chantal
- 2014 : What Time Is It?'' : Sarah
- 2014-2015 : Bureau Raampoort (nl) : Cathelijne de Wind
- 2016 : Roos Kamerloos : Mieke
- 2017 : Molly : Margaret
- 2018 : Zomer in Zeeland (nl) : Titia van Duin
- 2018 : Lekker dan : Emma
- 2018 : Day of Carnage : Alessandra

## Animation
- 2002-2003 : Nickelodeon : Présentatrice
- 2004-2006 : ruuddewild.nl (nl) : Présentatrice
- 2006-2010 : SLAM! : Présentatrice